# Trajer Ridge
Trajer Ridge är en bergstopp i Antarktis. Den ligger i Östantarktis. Australien gör anspråk på området. Toppen på Trajer Ridge är 130 meter över havet, eller 86 meter över den omgivande terrängen. Bredden vid basen är 3,5 km.
Terrängen runt Trajer Ridge är kuperad österut, men västerut är den platt. Terrängen runt Trajer Ridge sluttar västerut. Trakten är obefolkad. Det finns inga samhällen i närheten. 